# Michael Patrick Kelly
Pour les articles homonymes, voir Kelly et Kelly Family.
Michael Patrick Kelly, parfois appelé Paddy Kelly, né le 5 décembre 1977 à Dublin, est un auteur-compositeur-interprète irlando-américain, membre de la Kelly Family. Il fait ses débuts musicaux en 1990 avec la famille, avant de quitter le groupe en 2004 pour composer des chants religieux. Il quitte la scène entre 2004 et 2010, année de son retour. Il habite en Allemagne.

## Biographie
Membre de la Kelly Family, Michael Patrick Kelly est né à Dublin en Irlande le 5 décembre 1977. Il est le fils de Barbara Ann et de Daniel Jerome. Il commence à chanter avec sa famille à l'âge de 6 ans (What a wonderful world avec Joey Kelly et Une famille c'est une chanson). Il écrit sa première chanson à l'âge de 7 ans : Brenda my love et sa chanson An angel connait un franc succès,.
Mais en 1999, il fait une tentative de suicide après que sa petite amie l'a quitté,. Il réagit également au décès de sa mère, morte dix ans plus tôt. En manque de repères, il réalise alors un pèlerinage au sanctuaire marial de Lourdes en France. Il chante et compose alors des chants chrétiens et sort son premier album en solo, In Exile qui sort le jour de la Saint Patrick (17 mars) 2003.
En 2004, il quitte le groupe familial et rejoint la communauté Saint-Jean, où il réalise des vœux monastiques simples. Mais en 2010, il décide de quitter la communauté et reprend la musique. Il sort alors deux nouveaux albums In Live en 2013 et Human en 2015.

## Vie privée
Paddy Kelly se marie le 13 avril 2013 à une journaliste belge, Joelle Vereet dans l'abbaye de Ballintubber en Irlande. Il est le frère aîné de la chanteuse Maite Kelly.

## Discographie

### Albums seuls
- 2003 : In Exile
- 2013 : In Live
- 2015 : Human
- 2016 : Ruah
- 2017 : iD

### Singles
- 2003 : Pray Pray Pray
- 2003 : When You Sleep
- 2011 : Unknown You
- 2015 : Shake Away
- 2015 : Beautiful Soul
- 2017 : Golden Age
- 2017 : How Do You Love
- 2017 : iD
- 2017 : Awake
- 2017 : Roundabouts
- 2018 : Et Voilà
- 2020 : Beautiful Madness

### DVDs
- 2013 : In Live